# Francesco D'Auria
Francesco Mariano D'Auria (Nàpols, Campania (Itàlia), 1841 – Vancouver (Canadà), 24 d'agost, 1919), va ser un director i compositor italià naturalitzat nord-americà.

## Biografia
Va començar la seva carrera al seu país natal, però després de 1881 va estar actiu a Amèrica del Nord. Algunes de les seves composicions més famoses inclouen les cantates The Sea King's Bride (1890), Crusader's Ransom (1891) i Gulnare (1892); aquest últim és considerat el seu millor i més innovador treball. Algunes de les seves cançons van ser publicades per Abraham Nordheimer entre 1888 i 1893, i Whaley Royce va publicar un dels seus himnes.
D'Auria va començar la seva carrera com a director d'orquestra al seu país natal a la dècada de 1860. Va fer una gira pels Estats Units el 1881-1882 com a director de la gira de concerts d'Adelina Patti. Li va agradar tant el país que va emigrar als Estats Units poc després, treballant com a director d'orquestra a la ciutat de Nova York i Cincinnati a mitjans de la dècada de 1880.
El 1887 D'Auria es va traslladar al Canadà per incorporar-se a la facultat de cant del Conservatori de Música de Toronto, on va ensenyar durant 8 anys. Entre els seus alumnes més notables hi havia W.H. Hewlett, Edith Jane Miller i J.D.A. Tripp. El 1890 va formar i va dirigir l'Orquestra Simfònica de Toronto (sense relació amb l'actual orquestra d'aquest nom) que va donar diversos concerts a principis de la dècada de 1890, però es va dissoldre per motius econòmics. El 1895 es va incorporar a la facultat del Conservatori de Winnipeg on va romandre durant dos anys.
D'Auria va tornar als Estats Units el 1897, vivint i treballant com a professor de música i director a Minneapolis durant diversos anys. Va tornar al Canadà l'any 1904, establint-se a Vancouver, on va ser actiu com a professor i director de cor. El Vancouver Daily World va informar de la seva mort el 24 d'agost de 1919 a l'Hospital St. Paul i la província de Vancouver va publicar un obituari el 25 d'agost, afirmant que va deixar una vídua i dos fills, la soprano Margherita D'Auria-Eaton i el capità Victor D' Àuria.